# Ewyas Harold
Ewyas Harold es una parroquia civil situada en Herefordshire, Inglaterra (Reino Unido). Según el censo de 2021, tiene una población de 890 habitantes.
Está ubicada al suroeste de la región Midlands del Oeste, al norte de Bristol, al suroeste de Birmingham y cerca de la frontera con Gales.